# Cornflake Girl
"Cornflake Girl" é uma canção escrita por Tori Amos. Foi lançado como o primeiro single de seu segundo álbum de estúdio Under the Pink. Foi lançado em 10 de janeiro de 1994 por EastWest no Reino Unido e em 5 de maio pela Atlantic Records na América do Norte.

## Listas de músicas e formatos
EUA CD Single
1. "Cornflake Girl" (editado) – 3:54
2. "Sister Janet" – 4:00
3. "Daisy Dead Petals" – 3:03
4. "Honey" – 3:47

Reino Unido CD Single (Edição limitada)
1. "Cornflake Girl" – 5:05
2. "A Case Of You" – 4:38
3. "If 6 Was 9" – 3:59
4. "Strange Fruit" – 4:00

Reino Unido CD 2 / Austrália / Alemanha CD Single (com obras de arte diferente)
1. "Cornflake Girl" – 5:05
2. "Sister Janet" – 4:00
Piano Suite
3. "All The Girls Hate Her" – 2:23
4. "Over It" – 2:11

Reino Unido 7" Single
1. "Cornflake Girl"
2. "Sister Janet"

## Desempenho nas paradas
| Top (1994)                                                | Melhor posição |
| --------------------------------------------------------- | -------------- |
| Alemanha - Media Control Charts                           | 73             |
| Austrália - ARIA Singles Chart                            | 19             |
| Canadá - RPM                                              | 30             |
| Estados Unidos - Billboard Bubbling Under Hot 100 Singles | 7              |
| Estados Unidos - Billboard Modern Rock Tracks             | 12             |
| Irlanda - Irish Singles Chart                             | 9              |
| Nova Zelândia - RIANZ4                                    | 41             |
| Países Baixos - Dutch Top 40                              | 26             |
| Reino Unido - UK Singles Chart                            | 4              |